# Mathieu Désubas
Mathieu Majal, dit Désubas, né le 28 février 1720 aux Ubas près de Vernoux-en-Vivarais, et mort le 2 février 1746 à Montpellier, est un pasteur du désert français. Il est dénoncé, arrêté dans la nuit du 11 au 12 décembre 1745, condamné à mort le 1er février 1746 et pendu sur l'Esplanade de Montpellier le lendemain.

## Biographie
Mathieu Désubas est le fils de Jacques Majal et de Marie, née Chapon, et tire son pseudonyme de son lieu de naissance, les Ubas (ou Ubats). Alors que le culte protestant reste interdit depuis la révocation de l'édit de Nantes, Mathieu Majal est reçu comme « proposant » en 1738, puis étudiant au séminaire de Lausanne d'octobre 1740 à juillet 1743. Il est consacré à Lausanne le 20 juillet 1743 puis est pasteur Dans le Vivarais et le Languedoc. Alors qu'il devait prêcher au Chambon le 12 décembre 1745, il est arrêté près de Saint-Agrève, sur dénonciation. Il est conduit à Vernoux, où une foule nombreuse essaie de le délivrer. S'ensuit une fusillade qui tue trente-six coreligionnaires. De sa prison, Majal écrit à la foule un message d'apaisement : « Je vous prie, Messieurs, de vous retirer, les gens du roi sont ici en grand nombre ; il n'y a eu déjà que trop de sang répandu. Je suis fort tranquille et entièrement résigné aux volontés divines ».
Conduit et incarcéré à Montpellier, capitale du Languedoc, il est interrogé par l'intendant. En vertu d'un édit de Louis XV, il est condamné à mort et pendu le 2 février 1746 sur l'esplanade où Claude Brousson et Pierre Durand avaient été exécutés. Dans une dernière lettre de consolation à ses parents, il écrivait : « je me glorifie de souffrir pour le nom de Christ ; je m'en réjouis, je suis heureux de ce qu'il m'a choisi pour le confesser devant les hommes, pour suivre ses traces et celles de tant d'illustres et glorieux martyrs ».

## Complainte
Comme d'autres pasteurs du Désert, Désubas est commémoré par une complainte (avec des variantes). Voici quelques strophes citées par Jean Carbonnier :
« Notre glorieux prince

A proscrit pour jamais

De toutes ses provinces

La loi des réformés.

Pourquoi faire violence ?

Monsieur, vous avez tort,

Et selon l'ordonnance,

Vous méritez la mort. 

Zubas avec constance

Répond à ce seigneur :

Si j'ai prêché en France

La loi de mon Sauveur,

Les apôtres en Judée,

En Galilée épars,

Prêchaient en ces contrées

En dépit de César. 

Il répondit humblement

Qu'il avait modestement

Prêché le saint Évangile

Dans les bois et dans les champs,

Au peuple pauvre et docile

Qu'on appelle protestants. »

## Hommages
- Désubas est commémoré le 3 février dans le calendrier des églises luthériennes.
- Une stèle a été érigée en sa mémoire à Vernoux[8].
- Son nom est inscrit sur la plaque commémorant les exécutions de pasteurs sur l'Esplanade à Montpellier[9].